# کرپیتسه (ناحیه برتسلاف)
کرپیتسه (به چکی: Křepice) یک منطقهٔ مسکونی در جمهوری چک است که در ناحیه برتسلاو واقع شده‌است. کرپیتسه ۶٫۷۱ کیلومتر مربع مساحت و ۱٬۳۰۷ نفر جمعیت دارد و ۲۴۸ متر بالاتر از سطح دریا واقع شده‌است.